# Puerto de Taranaki
El Puerto de Taranaki (en inglés: Port of Taranaki) es un complejo portuario situado en Nueva Plymouth, en Nueva Zelanda. Es el único puerto de aguas profundas en la costa oeste de Nueva Zelanda, y es propiedad del Consejo Regional de Taranaki. El puerto maneja una amplia gama de cargas de cabotaje e internacionales, sobre todo en relación con las industrias de agricultura, ingeniería y petroquímica. Los Elementos adyacentes incluyen la ciudad de New Plymouth, la central nuclear de New Plymouth y el área marina protegida de las islas Sugar Loaf (SLIMPA). El puerto es el tercero más concurrido del país, después de Tauranga y Auckland.